# قائمة أعلام البرازيل
هذه قائمة بأعلام البرازيل.

## أعلام وطنية
| علم | تاريخ                                   | استخدام                                             | وصف |
| --- | --------------------------------------- | --------------------------------------------------- | --- |
|     | 1889–1960 1960–1968 1968–1992 1992–الآن | علم وطني و‌علم دولة و‌راية دولة و‌راية مدنية و‌راية حرب | هو قرص أزرق يصور سماءً مليئة بالنجوم يمتد خلال شريط منحنى منقوش عليها الشعار الوطني، داخل معين أصفر، على حقل أخضر. |
|     |                                         | علم بحري                                            | علم مستطيل (بنسبة 3:4) يحمل 21 نجم أبيض على حقل أزرق داكن – صف أفقي من 13 نجم وعمود رأسي من 9 نجوم، تظهر متعامدة. |

## أعلام حكومية
| علم | تاريخ | استخدام          | وصف |
| --- | ----- | ---------------- | --- |
|     |       | راية رئاسية      | مستطيل أخضر داكن (بنسبة 2:3) تحمل شعار النبالة الوطني في المنتصف. |
|     |       | راية نائب الرئيس | مستطيل أصفر (بنسبة 2:3) به 23 نجم أزرق موزع على هيئة تقاطع (صليب) يقسم العلم إلى 4 أرباع متساوية المساحة، بوجود شعار النبالة في منتصف الربع الأيسر العلوي.                                                         |
|     |       | علم وزير الدفاع  | مستطيل (الجانب الأكبر يساوي مرة ونصف من الجانب الأصغر)، واللون الأصفر للعلم الوطني، به 21 نجم موزع على هيئة تقاطع (صليب)، خمسة نجوم في كل وتر ونجم في المركز، ويوجد نجم شعار النبالة في منتصف الربع الأيسر العلوي. |

## أعلام تاريخية
| علم | تاريخ     | استخدام                                                                 | وصف |
| --- | --------- | ----------------------------------------------------------------------- | --- |
|     | 1697-1816 | علم إمارة البرازيل                                                      | ذات الحلق تمثل الملاحة البرتغالية على خلفية بيضاء؛ كانت راية أمراء البرازيل.                                                    |
|     | 1816-1822 | علم المملكة المتحدة للبرتغال والبرازيل والغرب                           | شعار الاتحاد بوجود ذات الحلق يمثلان مملكة البرازيل والدرع البرتغالي يمثل مملكة البرتغال والغرب، بالتاج الملكي، على خلفية بيضاء. |
|     | 1822      | علم مملكة البرازيل المستقلة                                             | راية الأمير الشخصية بالتاج الملكي بدلاً من التاج الإمبراطوري.                                                                    |
|     | 1822-1870 | علم إمبراطورية البرازيل                                                 | الشعار الإمبراطوري، بداخل معين أصفر يمثل آل هابسبورغ، على خلفية خضراء تمثل آل براغانزا.                                         |
|     | 1870-1889 | علم إمبراطورية البرازيل                                                 | الشعار الإمبراطوري، بداخل معين أصفر يمثل آل هابسبورغ، على خلفية خضراء تمثل آل براغانزا.                                         |
|     | 1889      | العلم المؤقت لجمهورية الولايات المتحدة البرازيلية بين 15–19 نوفمبر 1889 | 13 شريط أخضر وأصفر أفقي؛ في الرأس، 21 نجم أبيض على خلفية زرقاء.                                                                 |
|     | 1889-1960 |                                                                         | هو قرص أزرق يصور سماءً مليئة بالنجوم يمتد خلال شريطة منحنى منقوش عليها الشعار الوطني، داخل معين أصفر، على حقل أخضر به 21 نجم.    |
|     | 1960-1968 |                                                                         | هو قرص أزرق يصور سماءً مليئة بالنجوم يمتد خلال شريطة منحنى منقوش عليها الشعار الوطني، داخل معين أصفر، على حقل أخضر به 22 نجم.    |
|     | 1968-1992 |                                                                         | هو قرص أزرق يصور سماءً مليئة بالنجوم يمتد خلال شريطة منحنى منقوش عليها الشعار الوطني، داخل معين أصفر، على حقل أخضر به 23 نجم.    |

## أعلام الولايات
| علم | خريطة | استخدام                       |
| --- | ----- | ----------------------------- |
|     |       | علم ولاية أكري                |
|     |       | علم ولاية ألاغواس             |
|     |       | علم ولاية أمابا               |
|     |       | علم ولاية الأمازون            |
|     |       | علم ولاية باهيا               |
|     |       | علم ولاية سيارا               |
|     |       | علم ولاية إسبيريتو سانتو      |
|     |       | علم ولاية غوياس               |
|     |       | علم ولاية مارانهاو            |
|     |       | علم ولاية ماتو غروسو          |
|     |       | علم ولاية ماتو غروسو دو سول   |
|     |       | علم ولاية ميناس جرايس         |
|     |       | علم ولاية بارا                |
|     |       | علم ولاية بارايبا             |
|     |       | علم ولاية بارانا              |
|     |       | علم ولاية بيرنامبوكو          |
|     |       | علم ولاية بياوي               |
|     |       | علم ولاية ريو دي جانيرو       |
|     |       | علم ولاية ريو غراندي دو نورتي |
|     |       | علم ولاية ريو غراندي دو سول   |
|     |       | علم ولاية روندونيا            |
|     |       | علم ولاية رورايما             |
|     |       | علم ولاية سانتا كاتارينا      |
|     |       | علم ولاية ساو باولو           |
|     |       | علم ولاية سيرجيبي             |
|     |       | علم ولاية توكانتينس           |
|     |       | علم القطاع الاتحادي           |